# Sybase Open 1998
Il Sybase Open Open 1998 è stato un torneo di tennis giocato sul cemento indoor. È stata la 110ª edizione del Pacific Coast Championships, che fa parte della categoria International Series nell'ambito dell'ATP Tour 1998. Si è giocato nell'HP Pavilion di San Jose negli Stati Uniti, dal 9 al 15 febbraio 1998.

## Campioni

### Singolare
Andre Agassi ha battuto in finale  Pete Sampras con il punteggio di 6–2, 6–4

### Doppio
Todd Woodbridge /  Mark Woodforde hanno battuto in finale  Nelson Aerts /  André Sá con il punteggio di 6–1, 7–5